# Marie Harel
Marie Harel (nacida Marie Catherine Fontaine, 28 de abril de 1761 - 9 de noviembre de 1844) era una quesera francesa que, según la leyenda local, inventó el queso Camembert, junto con el abad Charles-Jean Bonvoust. Trabajó como fabricante de queso en la mansión de Beaumoncel, e hizo quesos de camembert de acuerdo con la costumbre local. Su principal contribución fue la iniciación de una dinastía de queseros emprendedores que desarrollaron en gran escala la producción de queso camembert, en particular su nieto Cyrille Paynel, nacido en 1817, que creó una fábrica de quesos en el municipio de Le Mesnil-Mauger en la región de Calvados.

## Vida personal
Marie Harel nació con el nombre de Marie Catherine Fontaine el 28 de abril de 1761, en Crouttes (Orne), cerca de Vimoutiers en Normandía. El 10 de mayo de 1785, en Camembert, Orne, se casó con Jacques Harel, un trabajador de Roiville. Murió el 9 de noviembre de 1844, en Vimoutiers, Orne.

## Invención del Camembert
Desde fines del siglo XVII, un famoso queso se estaba produciendo en la región Camembert de Normandía. En su Diccionario Geográfico, publicado en 1708 Thomas Corneille escribió: "Vimonstiers: [...] todos los lunes se celebra un gran mercado, al que se traen excelentes quesos de Livarot y Camembert." Sin embargo, según una leyenda posterior que apareció a principios del siglo XX, la invención del queso de Camembert fue atribuida a Marie Harel, que se habría beneficiado del consejo de un sacerdote refractario, abad Charles-Jean Bonvoust, quién vivió recluido entre 1796 y 1797 en la mansión de Beaumoncel donde ella trabajó. Presuntamente él era nativo de Brie, y le habría entregado a Marie una receta para una clase de queso con una corteza enmohecida comestible, tal como el que se producía en su tierra natal. En realidad, Bonvoust provenía del País de Caux. Esta historia apócrifa, para la cual no hay evidencia, es todavía a menudo aceptada como cierta.
El éxito de la producción del camembert en la primera mitad del siglo XIX se debió en gran medida a los descendientes de Harel, quienes eran considerados únicos usuarios legítimos de la denominación "Camembert". Sin embargo, a partir de 1870, otros queseros de Normandía impugnaron este monopolio familiar.
La ciudad de Vimoutiers tenía una estatua de ella. El 14 de junio de 1944, durante la batalla de Normandía, Vimoutiers fue bombardeado por las fuerzas aliadas. El pueblo fue destruido y 220 personas murieron. 400 personas de Van Wert, Ohio contribuyeron en los costos de reconstrucción y reparación de la ciudad, incluyendo la restauración de la estatua de Marie Harel en 1953. Esto se registra por una placa en la plaza del mercado de Vimoutiers.
Una leyenda dice que falleció en Champosoult, pero de hecho fue su hija, también de nombre Marie (1781–1855), quién murió allí.
Harel también fue honrada con un Doodle de Google con ocasión de su 256 cumpleaños en 2017.

## Otras lecturas
- Pierre Boisard, Le Camembert, mythe français, París, Odile Jacob, 2007.

- Datos: Q13417128
- Multimedia: Marie Harel / Q13417128